# Caída de tensión

Ejemplo de caída de tensión lineal. Caída de tensión a través de resistencias lineales.

Llamamos caída de tensión a la diferencia de potencial que existe entre los extremos de cualquier conductor, semiconductor o aislante. Este valor se mide en voltios y representa el gasto de fuerza que implica el paso de la corriente por el mismo.
Asimismo, la caída de tensión es medida frecuentemente en tanto por ciento de la tensión nominal de la fuente de la que se alimenta. Por lo tanto, si en un circuito alimentado a 400 Voltios de tensión se prescribe una caída máxima de tensión de una instalación del 5%, esto significará que en dicho tramo no podrá haber más de 20 voltios, que sería la tensión perdida con respecto a la tensión nominal.
No existe un conductor perfecto, pues todos presentan una resistividad al paso de la corriente por muy pequeña que sea, por este motivo ocurre que un conductor incrementa la oposición al paso de la corriente a medida que también va aumentando su longitud. Si esta resistencia aumenta, por consiguiente aumenta el desgaste de fuerza, es decir, la caída de tensión. Podríamos decir que la caída de tensión de un conductor viene determinada por la relación que existe entre la resistencia que ofrece este al paso de la corriente, la carga prevista en el extremo más lejano del circuito y el tipo de tensión que se aplicará a los extremos.